# Zheng Yu
Zheng Yu (en chino: 郑雨; 7 de enero de 1996) es una deportista china que compite en bádminton.
Ganó una medalla de bronce en el Campeonato Mundial de Bádminton de 2023, en la prueba de dobles. En los Juegos Asiáticos consiguió dos medallas de plata, una en 2018 y otra en 2022.

## Palmarés internacional
| Campeonato Mundial | Campeonato Mundial     | Campeonato Mundial | Campeonato Mundial |
| Año                | Lugar                  | Medalla            | Prueba             |
| ------------------ | ---------------------- | ------------------ | ------------------ |
| 2023               | Copenhague (Dinamarca) | Medalla de bronce  | Dobles             |
| Juegos Asiáticos   |                        |                    |                    |
| Año                | Lugar                  | Medalla            | Prueba             |
| 2018               | Yakarta (Indonesia)    | Medalla de plata   | Equipo             |
| 2022               | Hangzhou (China)       | Medalla de plata   | Equipo             |